# Fortunato Di Noto
Fortunato Di Noto (Avola, 18 febbraio 1963) è un presbitero e scrittore italiano, fondatore dell'Associazione Meter, noto per la sua lotta contro la pedofilia e la tutela dell'infanzia in Italia e nel mondo.

## Biografia
Fortunato Di Noto entra in seminario diocesano di Noto nel settembre del 1984. Successivamente studia filosofia e teologia presso la Facoltà "San Paolo" di Catania, quindi completa la sua formazione alla Pontificia Università Gregoriana di Roma, laureandosi in Storia della Chiesa. Il 3 settembre 1991 è ordinato sacerdote nella Cattedrale di Noto.
Nel 1992 diventa professore di storia della Chiesa presso la sezione distaccata di Noto della Pontificia Università della Santa Croce di Roma. Nel 1995 è nominato parroco della Madonna del Carmine ad Avola.
Forte di una passione per la tecnologia, nei primi anni '80 scopre per caso a Roma un sito contenente immagini di bambini violati e decide di dedicarsi al contrasto della pedopornografia.
Dopo aver ideato il Telefono Arcobaleno, nel 1996 fonda l'associazione Meter, iniziando la sua battaglia contro la pedofilia. Attività che l'ha reso noto a livello internazionale. Si è fatto promotore di diverse iniziative tra cui la Giornata in Memoria dei Bambini Vittime dello Sfruttamento, della Violenza e dell'Indifferenza e la Moratoria Internazionale contro la Pedofilia. I centri dell'associazione godono del supporto della CEI.
Secondo alcune sue dichiarazioni, don Fortunato si sarebbe avvicinato al dramma della pedofilia a partire dal 1995 in seguito ad alcuni eventi accaduti nella sua parrocchia di Avola: tra cui il tentato omicidio di una bambina di 11 anni che fece emergere gli abusi che aveva subito e il suicidio di un quattordicenne, anch'egli vittima di violenze.

## Le sue attività

### Contro la pedofilia
A partire dal 1997, ha iniziato una costante attività di controllo, in collaborazione con la Polizia Postale sullo sfruttamento sessuale minorile e sulla diffusione di materiale pedopornografico su Internet. È stato fra i primi a scoprire l'esistenza del Fronte per la Liberazione dei Pedofili, un movimento clandestino fondato da un ex poliziotto romano, responsabile fra gli altri di alcuni episodi di violenza avvenuti in una scuola di Roma.
Ha presentato due petizioni al Parlamento Europeo: una contro l'ammissione alle elezioni politiche olandesi di una lista in difesa dei pedofili, un'altra per contrastare la Giornata dell'Orgoglio Pedofilo, un'iniziativa tesa a legalizzare la pedofilia.
Collabora anche con altre associazioni internazionali impegnate in difesa dei bambini: in particolare con i Comitati Bianchi del Belgio (per non dimenticare Marcinelle) e con "Innocence en danger", un organismo internazionale che riunisce le associazioni e i governi di 47 nazioni.
Ha denunciato anche presunte complicità politiche fra le lobbies dei pedofili e alcuni partiti italiani. In particolare, il 28 ottobre 1999 in un'interrogazione alla commissione parlamentare sull'infanzia, denunciò il sostegno del Partito Radicale ad un'associazione danese in difesa dei pedofili e l'organizzazione da parte dello stesso partito di un convegno in favore della "libera sessualità" fra adulti e bambini..
Le sue denunce hanno aperto, agli inizi degli anni duemila una maxinchiesta da parte della Procura di Torre Annunziata che ha portato alla luce una rete europea della pedofilia. Nel corso dell'indagine, sia lui sia i magistrati hanno riferito di pressioni e minacce ricevute da "personaggi altolocati" affinché si infangasse l'inchiesta. Don Fortunato ha dichiarato di averne parlato espressamente con il Presidente della Repubblica Carlo Azeglio Ciampi.
Per la sua attività, ha ricevuto anche minacce e violenze da parte di gruppi organizzati di pedofili. Il più grave, nel 2005, quando il pulmino dell'associazione Meter è stato bruciato.
Nel 2007 è stato indagato dalla Procura di Catania, per procurato allarme in quanto secondo un magistrato aveva volutamente riportato notizie esagerate in un suo comunicato stampa in cui riferiva degli atti vandalici subiti da una sede dell'associazione Meter a Acicastello. Il caso è stato archiviato.
Nel 2023 la polizia postale con l'associazione Meter da lui fondata ha siglato un accordo per la tutela dei minori e la prevenzione degli abusi online. 

### Contro i maghi
Don Fortunato si è battuto anche contro i maghi, i cartomanti e, più in generale, le attività di sfruttamento della superstizione per fini di lucro.
Nel 1997 ha invitato i cittadini di Avola a bruciare in un grande rogo tutti gli amuleti che avevano in casa.
Ha attaccato le trasmissioni televisive Domenica In, Maurizio Costanzo Show e Buona Domenica perché hanno offerto spazio a diversi maghi famosi.

## Incarichi istituzionali
Ha ricoperto diversi incarichi istituzionali, soprattutto come consulente. È membro dell'Osservatorio Nazionale sull'Infanzia e sull'Adolescenza, del Comitato di Garanzia e Tutela Internet e Minori costituito presso il Ministero delle comunicazioni, del Comitato Scientifico "Ciclope" per la Lotta alla Pedofilia, istituito dalla Presidenza del Consiglio dei ministri, dell'Osservatorio Nazionale contro la Pedofilia, creato dal Ministero della Famiglia e attualmente in forza al Ministero dell'Interno.

## Libri
- Corpi da gioco, conversazione con Antonino D'Anna; 2010
- Chi accoglie i bambini accoglie il Signore, prefazione di Antonio Staglianò; 2011
- Abbiamo ritrovato la vita. Dall'abuso alla risurrezione, San Paolo; 2011
- I pesciolini d'argento non sono su internet, Melino Nerella Edizioni; 2011
- Annuncio e social network. Un'alleanza con gli uccelli del cielo, passione educativa; 2013
- In difesa dei bambini... preghiamo, passione educativa; 2013
- Per i bambini... preghiamo. Via Crucis, passione educativa; 2014
- La Chiesa è dei piccoli. Da Benedetto XVI a Francesco i Vescovi accolgono la Giornata Bambini Vittime, passione educativa, 2014
- Parole minime. Farfugliare la vita, passione educativa, 2016
- Web mission. Tra le periferie digitali, passione educativa, 2016
- Io, guarirò. Sei storie di vita, oltre l'abuso e il male. Prefazione di Maurizio Patriciello, edizioni Sant'Antonio, 2019
- Il pane non ama mangiarlo ma impastarlo. Scritto da Marco Pozza e Maurizio Patriciello, controvento ASP, 2020
- Pietruzze. Farfuglio come i bambini. Volume 1, controvento ASP, 2020
- Don Fortunato Di Noto. La mia battaglia in difesa dei bambini. Scritto da Roberto Mistretta, paoline, 2021
- Bambini e tecnologia. Tra studi empirici e laboratori educativi, controvento ASP, 2021
- Ti parlerò. Oltre ciò che vedo, 2021
- Camminiamo insieme con gli acquerelli in tasca. Il sinodo in parole e versi prefazione di Antonio Staglianò, 2021
- Lasciamo che i bambini camminino insieme a noi. Il Sinodo dei bambini (ad experimentum) i prediletti del Signore, 2021
- Pietruzze. Nella fragilità di un neonato la forza di un bufalo. Volume 2, prefazione di Luca Collodi, controvento ASP, 2022
- Preti, appunti come briciole di pane per la conversione del cuore, passione scrittore, 2023
- Resto con Te, conversazioni spirituali per discepoli e maestri, passione scrittore, 2023

### La mia battaglia in difesa dei bambini
Il libro che ha riscosso gran successo è stato La mia battaglia in difesa dei bambini, scritto da Roberto Mistretta e pubblicato nel 2021
Un libro-testimonianza sulla vita di don Fortunato. 
Alle descrizioni e osservazioni dell’autore sulla realtà sociale si alternano lunghi brani in cui don Fortunato parla in prima persona della propria vita, a partire dagli anni della giovinezza a Ragusa per arrivare fino ad oggi, mettendo in luce difficoltà e successi del suo impegno a difesa dei bambini. 
Un capitolo è dedicato anche alla pedofilia nella Chiesa ; l’ultimo capitolo raccoglie alcune testimonianze rese in età adulta dalle vittime stesse.